# Liolaemus disjunctus
Espèce
Liolaemus disjunctus est une espèce de sauriens de la famille des Liolaemidae.

## Répartition
Cette espèce est endémique de la région de La Libertad au Pérou.

## Publication originale
- Laurent, 1990 : An isolated Species of the genus Liolaemus Wiegmann Iguanidae Lacertilia. Acta Zoologica Lilloana, vol. 39, no 2, p. 79-84.